# Philoponella raffrayi
Philoponella raffrayi es una especie de araña araneomorfa del género Philoponella, familia Uloboridae. Fue descrita científicamente por Simon en 1891.
Habita en Indonesia (Java, Molucas).